# 七井貴行
七井 貴行（なない たかゆき、1974年6月22日 - ）は、関西で活動するローカルタレント。奈良県五條市出身。血液型AB型。
昭和プロダクション所属。

## 来歴・人物
『キスだけじゃイヤッ!』に素人として出演したところ、その特異なオネエ系のキャラクターが受け、島田紳助の番組を中心に関西でテレビ出演している。
2018年には「おはよう朝日です」でともにリポーターを務める川崎美千江とお笑いコンビ「七井ミッチー」を結成。M-1グランプリ2018の予選に参加し、2回戦まで進出した。その後、2019年、2020年も参加するが、ともに1回戦敗退となった。
円広志が所属するオフィスとんで退所後はフリーで活動していたが、2024年2月より昭和プロダクション所属。
特技は料理。趣味はバレーボール、街の銭湯巡り。

## 出演

### テレビ番組
- クイズ!紳助くん（朝日放送） - なにわ突撃隊メンバー
- 紳助の人間マンダラ（関西テレビ）
- おはよう朝日です（朝日放送） - リポーター

### CM
- オウミ住宅
- キングラム
- 鈴木油脂工業「リトルスメル」「アロエローヤル」

### ラジオ
- なないのおだまり（FM五條）- パーソナリティ
- 中西正男のエラいすんまへん…。（MBSラジオ）